# Palazzo Comunale (Saluzzo)
Il Palazzo Comunale di Saluzzo è un edificio storico, anticamente sede comunale della città di Saluzzo in Piemonte.

## Storia
La costruzione del palazzo e della sua torre risalirebbe al 1462, durante il marchesato di Ludovico I di Saluzzo. Nel 1556 la torre venne sopraelevata con l'aggiunta di una cupola.
Nel 1601, in occasione dell'arrivo in città di Carlo Emanuele I di Savoia in seguito al Trattato di Lione, attraverso cui il territorio del Marchesato di Saluzzo venne annesso ai domini dei Savoia, il Comune incaricò il pittore saluzzese Cesare Arbasia di realizzare una decorazione celebrativa. Nell’opera, lo stemma di Carlo Emanuele I è affiancato dai santi Costanzo e Chiaffredo, a indicare che il dominio dei Savoia si trovava sotto la protezione dei santi locali.
L'edificio, persa la funzione di palazzo comunale, andò incontro a un periodo di decadenza, fino a quando venne sottoposto a degli interventi di restauro a partire dagli ultimi decenni del XX secolo.

## Descrizione
L'edificio sorge lungo la Salita al Castello nel centro storico di Saluzzo.
La facciata è contraddistinta al piano terreno da una loggia con tre archi ogivali.
All'interno, al primo piano si trova il salone d'onore, in passato sede delle Congregazioni del Marchesato. Questo presenta un soffitto a cassettoni con decorazioni mitologiche, simboliche ed araldiche risalenti al XV secolo.

## Galleria d'immagini

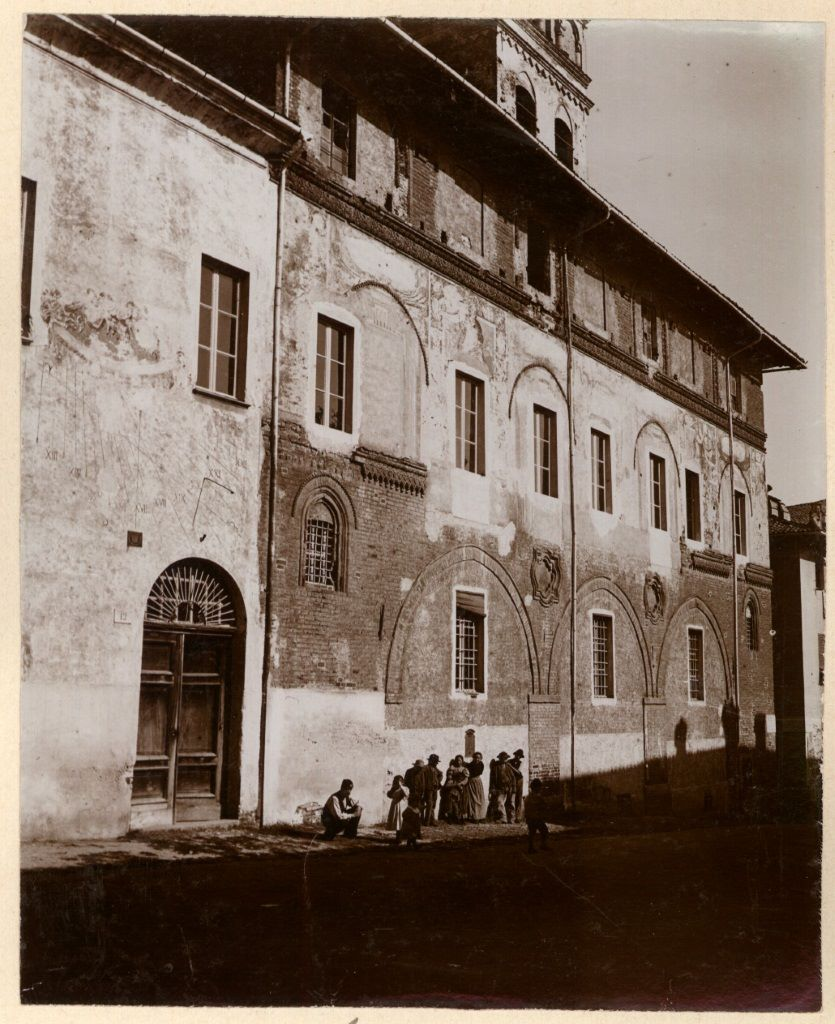
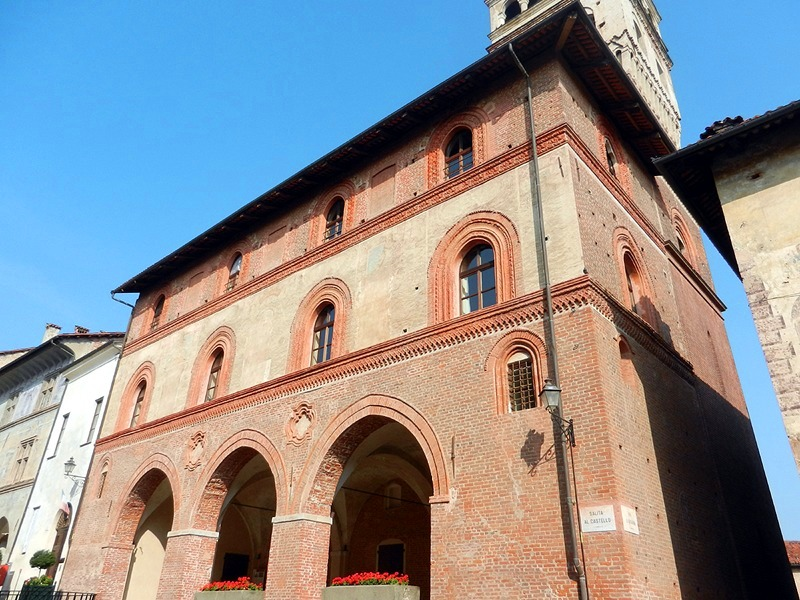
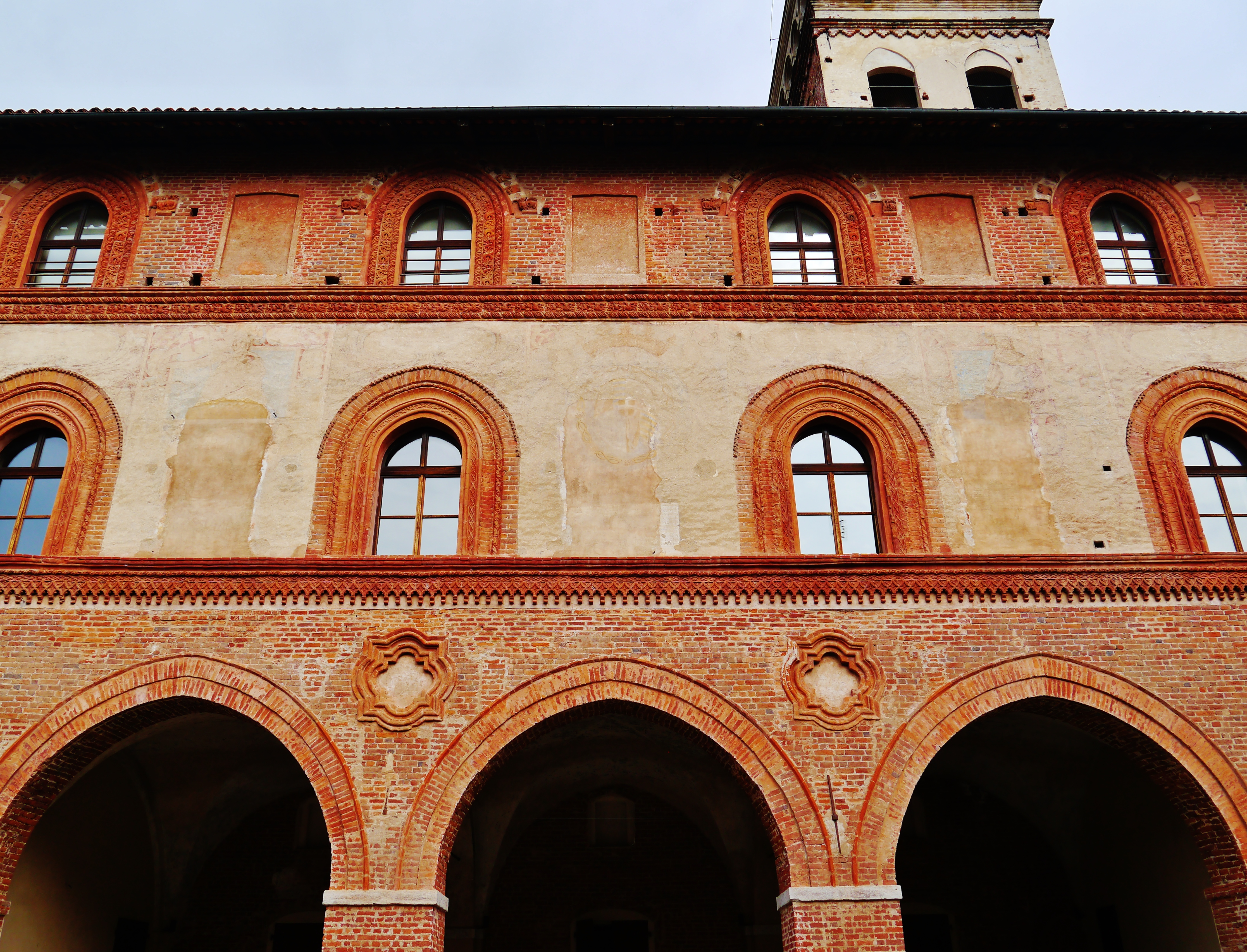